# Disasterina spinosa
Disasterina spinosa is een zeester uit de familie Asterinidae.
De wetenschappelijke naam van de soort werd in 1910 gepubliceerd door René Koehler.